# Марія Гіня
Марія Гіня (рум. Maria Ghinea; нар. 20 вересня 1968, Каса-Веке, Олану, жудець Вилча) — румунська співачка народної музики. Навчалася в середній школі і закінчила музичний факультет у Бухаресті, відділ музичної педагогіки. Посіла перше місце на конкурсі румунської пісні в 1987 році.

## Дискографія
- Marie, draga Marie
- Doua vieti dac-as trai
- Dragostea de unde-ncepe
- Nevestica mea frumoasa
- Inima cate-ai patit
- Neica ce-ti spun sa tii minte
- M-a cuprins un dor de-acasa
- Марія Гіня та скрипалі з Кишинева

## Зовнішні посилання
- Офіційний веб-сайт